# کلیسای مارسرگیز
کلیسای مارسرگیز مربوط به دوره ساسانیان است و در شهرستان اورمیه، روستای سیر واقع شده و این اثر در تاریخ ۱۹ آبان ۱۳۵۴ با شمارهٔ ثبت ۱۱۲۲ به‌عنوان یکی از آثار ملی ایران به ثبت رسیده‌است.
کلیسای مارسرگیز در ۳ کیلومتری جنوب غربی ارومیه در دامنه کوه «کوه سیر» و در روستایی به اسم کلیسا واقع گردیده‌است که در این روستا کردهای کرمانج و برادران مسیحی زندگی می کنند. باستان شناسان قدمت این کلیسا را از نظر سبک معماری متعلق به دوره ساسانی و قرن سوم میلادی می‌دانند.